# MC88200
Motorola MC88200 – wykonany w technologii RISC 32-bitowy układ zarządzania pamięcią i kontrole pamięci podręcznej, jednostka pomocnicza do procesora MC88100. Wprowadzony w roku 1989 układ scalony zawierał 16 kB szybkiej pamięci RAM. Minimalny zestaw układów Motorola serii 88k zawierał jeden procesor MC88100 i dwa kontrolery MC88200, choć układów zarządzania pamięcią mogło być maksymalnie osiem (dając łącznie 128 kB pamięci podręcznej).
Układy były sprzedawane w postaci gotowych modułów o nazwie HYPERmodule, co stanowiło ułatwienie w projektowaniu końcowych urządzeń. Motorola udostępniała również oprogramowanie rozwojowe i aplikacyjne dla serii 88k.